# Frederick North
Pour les articles homonymes, voir North.
Frederick North dit Lord North, né le 13 avril 1732 à Londres et mort le 5 août 1792 dans la même ville, 2e comte de Guilford, est un homme d'État qui est Premier ministre tory de Grande-Bretagne de 1770 à 1782.

## Biographie
North commence une brillante carrière d'homme politique à la Chambre des communes, est nommé Lord grand chancelier en 1758, chancelier de l'Échiquier en 1767, premier lord du Trésor (équivalent de Premier ministre) en 1770 et, en tant que chef du parti tory, est à la tête du cabinet jusqu'en 1782.
Il a d'abord une politique de conciliation envers les colonies, avec notamment l'abrogation des Townshend Acts, votés en 1767. Mais à la suite de manifestations de plus en plus révolutionnaires des colons américains, dont la Boston Tea Party de 1774, Lord North change de politique pour la fermeté avec notamment la fermeture du port de Boston en attendant qu'elle rembourse la Compagnie des Indes britanniques pour les pertes infligées. C'est sous son mandat qu'a lieu l'insurrection de l'Amérique anglaise qu'on impute à ses mesures financières impopulaires.

## Mariage et descendance
Le 20 mai 1756, Lord North épouse Anne Speke (avant 1741 – 1797), fille de George Speke, député de Whitelackington dans le Somerset. Elle est la seule héritière des domaines du Devonshire de la famille Ashke de Drake, qui est par la suite vendue à la pièce par Lord North.
Avec Anne, il a six enfants :
- George North (3e comte de Guilford) (11 septembre 1757 – 20 avril 1802), qui épouse Maria Frances Mary Hobart-Hampden (décédée le 23 avril 1794), fille du 3e comte de Buckinghamshire, le 30 septembre 1785 et en secondes noces, Susan Coutts (décédée le 24 septembre 1837), le 28 février 1796 ;
- Catherine Anne North (1760 – 1817), qui épouse Sylvester Douglas, 1er baron Glenbervie, et a 1 enfant ;
- Francis North (4e comte de Guilford) (1761 – 1817) ;
- Lady Charlotte North (décédée le 25 octobre 1849), qui épouse le lieutenant-colonel John Lindsay (15 mars 1762 – 6 mars 1826), fils du 5e comte de Balcarres, le 2 avril 1800 ;
- Frederick North (5e comte de Guilford), qui devient le 1er gouverneur colonial de Ceylan (1766 – 1827) ;
- Lady Anne North (avant 1783 – 18 janvier 1832), qui épouse le 1er comte de Sheffield le 20 janvier 1798 et a deux enfants.

## Source
- Marie-Nicolas Bouillet  et Alexis Chassang (dir.), « Frédéric, lord North » dans Dictionnaire universel d’histoire et de géographie, 1878 (lire sur Wikisource).
- Fabrice Bensimon, Frédérique Lachaud, Stéphane Lebecq (dir.), François-Joseph Ruggiu, Histoire des Îles britanniques, collections PUF, édition Quadrige. Manuel, 2007.